# 16049 D'Amore
16049 D'Amore este o planetă minoră (asteroid), cu un diametru de 6,095 km, din centura de asteroizi. A fost descoperită pe 10 mai 1999 la Experimental Test Site⁠(d) de Lincoln Near-Earth Asteroid Research. 
Obiectul prezintă o orbită caracterizată de o semiaxă mare de 2,9030453 UAi, o excentricitate de 0,03, o înclinație de 2,98025 ° în raport cu ecliptica.